# Millhouse Green
Millhouse Green är en by i Barnsley i South Yorkshire i England. Byn är belägen 20,8 km 
från Sheffield. Orten har 1 234 invånare (2016).